# グラヴェーレ
グラヴェーレ（伊: Gravere）は、イタリア共和国ピエモンテ州トリノ県にある、人口約700人の基礎自治体（コムーネ）。

## 地理

### 位置・広がり

#### 隣接コムーネ
隣接するコムーネは以下の通り。
- キオモンテ
- ジャリオーネ
- メアーナ・ディ・スーザ
- スーザ
- ウッセアウズ

## 行政

### 分離集落
グラヴェーレには、以下の分離集落（フラツィオーネ）がある。
- Armona, Arnodera, Bastia, Essimonte, Madonna della Losa, Mollare, Morelli, Olmo, Piccolo Essimonte, Refornetto, Saretto